# ایفانگنی
ایفانگنی (به لاتین: Ifangni) یک منطقهٔ مسکونی در بنین است که در استان پلاتئو واقع شده‌است. ایفانگنی ۲۴۲ کیلومتر مربع مساحت و ۱۱۳٬۷۴۹ نفر جمعیت دارد.